# Jonathan Bialosuka Wata
Jonathan Bialosuka Wata, est un homme politique de la République démocratique du Congo. Le 26 Août 2019, il est nommé ministre de la Pêche et Élevage du gouvernement Ilunga,

## Biographie
Jonathan Bialosuka est président national du parti politique l'Alliance pour la bonne Gouvernance ABG et autorité morale du groupement AAB.
Il est député national élu dans la circonscription de Tshuangu dans la ville province de Kinshasa en 2018 et il est originaire de la province de Kwango.
En 2024, après publication des résultats provisoires des élections législatives du 20 décembre 2023, il est réélu député national.

## Carrière politique
Jonathan Bialosuka  est membre du groupe parlementaire Bâtissons le Congo. Actuellement, il siège à la Commission Économique, financière et contrôle budgétaire de l'Assemblée nationale, où il joue un rôle clé dans l'examen des projets de loi liés à l'économie, aux finances publiques et à la gestion budgétaire du pays. Son travail au sein de cette commission reflète son engagement en faveur de la transparence et de l'amélioration de la gestion des finances publiques en RDC. Il a été élu député dans la circonscription de Tshangu et exerce son mandat depuis le 12 février 2024. Son mandat actuel est prévu pour durer jusqu'au 15 décembre 2028. Auparavant, il a également exercé un mandat parlementaire de 2019 à 2023.